# Legitimistische Studentenverbindung
Die legitimistischen Bestrebungen in Österreich nach dem Ersten Weltkrieg fanden unter den  Studenten ihren Niederschlag in den Legitimistischen Studentenverbindungen. Im Österreich in der Zeit des Nationalsozialismus wurden bekennende Legitimisten von den Nationalsozialisten verfolgt, weil sie Otto von Habsburg als rechtmäßiges Staatsoberhaupt betrachteten und dem Deutschen Reich den Treueeid verweigerten. Unterscheiden kann man katholische legitimistische Verbindungen und legitimistische Corps.

## Katholische legitimistische Verbindungen
Dieser Weg bot sich aufgrund der Verbundenheit der Habsburger mit der katholischen Kirche an. Diese Verbindungen sammelten sich in den meisten Fällen im
Akademischen Bund Katholisch-Österreichischer Landsmannschaften, sind somit nicht Mitglied im CV. Da sie sich katholisch erklärten, waren sie an das Fechtverbot der Katholischen Kirche gebunden. Mit der Marginalisierung des Legitimismus in Österreich spielt dieses Unterscheidungsmittel zu anderen katholischen Verbindungen eine zunehmend geringere Rolle.
Als pennale Entsprechung gibt es den Seniorenconvent pennaler Landsmannschaften (SCPL).

## Legitimistische Corps
Legitimistische Corps waren mehr oder weniger offen legitimistische schlagende Verbindungen, die sich in allen bekannten Fällen früher oder später als Corps bezeichneten. Die relativ offen legitimistischen Bünde in Wien fanden sich im Senioren-Convent zu Wien zusammen. Das zumindest latent legitimistische Corps in Graz suchte Anschluss an die vor Ort etablierten Kösener Corps. Der Widerspruch des Schlagens mit der Loyalität zum katholischen ehemaligen Kaiserhaus war gering, da man mit solchen Spannungen nicht erst nach dem Krieg, der die Bedrohung einer Fechtpartie mit aller Selbstverständlichkeit überstieg, zu leben gewohnt war: In der Monarchie waren Duelle zwar formal verboten, aber geduldet und üblich. Offizieren, die das (eigentlich verbotene) Duell ausschlugen oder ihre Satisfaktionsfähigkeit wie der unselige Lieutenant Gustl anderweitig verwirkten, drohte die Entlassung. In der Spannung zwischen schlagenden und katholischen Studenten ist 1895 eine Parteinahme des Kaisers für das Fechten belegt. Ebenso gehörte Kaiser Karl ab 1921 der Wasgonia an.

## Bekannte korporierte Legitimisten
Zu den korporierten Legitimisten zählen unter anderem:
- Karl Burian, Hauptmann, am 13. März 1944 im Wiener Straflandesgericht hingerichtet,[4][5] Ottonen, Karolinger
- Viktor Karl Graf Dankl von Krasnik, Generaloberst, Geheimer Rat, Protektor des Reichsbundes der Österreicher, Danubia
- Erwin Drahowzal, Hauptmann, Ottonen, Karolinger, Danubia
- Heinrich Graf Folliot-Crenneville, Generalkonsul, Wasgonia
- Paul Baron Garainow-Trauttenberg, Oberst des Bundesheeres (Infanterieregiment Nr. 49 in Brünn), Woelsungen, Danubia
- Arthur Karg Freiherr von Bebenburg, Major, Stabschef des Heimatschutzes, Ottonen
- Ludwig Krausz-Wienner, Schriftsteller und Historiker,[6][7] Ottonen, Danubia, Karolinger[8]
- Johannes Prinz von und zu Liechtenstein, Ehrenpräsident des Reichsbundes der Österreicher, Palaio-Austria, Athesia
- Eduard Ritter von Liszt, Universitäts-Professor, Woelsungen
- Ernst Graf Meraviglia-Crivelli, Oberst, Wasgonia
- Ferdinand Stanislaus Pawlikowski, Titularerzbischof von Velebusdus, Wasgonia, Gründungsmitglied 1937 KÖL Ferdinandea Graz
- Arthur Graf Polzer-Hoditz, Chef der Kabinettskanzlei Kaiser Karls, Ottonen
- Richard Baron Vever de Verdun, Generalmajor, Ottonen, Woelsungen, Danubia
- Ernst Freiherr von der Wense, Vizepräsident des Reichsbundes der Österreicher, Gründer der Partei der österreichischen Monarchisten (PÖM), Nationalratsabgeordneter, Wasgonia
- Karl Freiherr von Werkmann, Sekretär Kaiser Karls, Wikinger
- Friedrich Leopold Salvator Freiherr Popper von Podhragy, Eigentümer des Bankhauses Hermann Korti & Co., wegen Widerstand gegen die NS-Besatzung 1938 und 1939 mehrmals von der Gestapo verhaftet, 1939 von Wien nach London geflohen, daraufhin enteignet, Ottonen